# Jürgen Kolb
Jürgen Kolb (* 16. März 1958 in Mainz) ist ein deutscher Hörfunksprecher und -moderator.

## Leben
Während des Studiums wurde Kolb 1979 zu einer Mikrofonprobe beim Hessischen Rundfunk (hr) eingeladen. Kolb arbeitete neben dem Germanistik- und Sprecherziehungs-Studium (letzteres bei Jörg Jesch) zunächst als Nachrichten- und Verkehrsfunk-Sprecher sowie als hr2-Ansager.
Seit 1980/81 moderierte Kolb u. a. die Frühsendungen auf hr1 Guten Morgen allerseits und auf hr3 Pop und Weck. Verschiedene Gesprächssendungen in hr1 sowie die hr3-Mittags-Discotheke kamen dazu. Seit 1986 präsentierte Kolb außerdem fast alle Unterhaltungsformate in hr4. Dazu kamen Synchrontätigkeiten beim ZDF (z. B. für Terra X oder das Auslandsjournal).
1990 baute Kolb (zusammen mit Stefan Schiebelhuth) die Präsentationsredaktion Hörfunk des hr auf, deren Leitung er später übernahm. Kolb war einer der Impulsgeber für die Einrichtung der Aussprachedatenbank der ARD, adb, zu Beginn der 1990er-Jahre. 1999 wurde er stellvertretender Chefsprecher.
Bis März 2017 sprach er die O-Ton-Nachrichten auf hr2-kultur und hr-iNFO.
Kolb widmete sich seit 1997 wieder verstärkt dem Nachrichtensprechen und der Ansage in den Klassikprogrammen des hr. Als Sprechtrainer und Coach führte Kolb viele heutige Radiomacher zur Mikrofonprobe und/oder zur Moderation von Unterhaltungssendungen in Hörfunk und Fernsehen.

## Schriften
- Jürgen Kolb: Bei Rotlicht bitte kein Wasser zapfen: Meine vierzig Jahre Radio. 1.  Auflage. BoD – Books on Demand, Norderstedt 2022 (Autobiografie; auch als Hörbuch, gelesen vom Autor).

## Auszeichnungen
- Christophorus-Preis
- Felix-Rexhausen-Preis
- Bürgermedienpreis Hessen